# Haiducul de pe Ceremuș
Haiducul de pe Ceremuș (în rusă Олекса Довбуш, transliterat: Oleksa Dovbuș) este un film istorico-biografic sovietic din 1960, regizat de Viktor Ivanov⁠(d). Scenariul filmului a fost scris de poetul, romancierul și dramaturgul ucrainean Liubomîr Dmîterko, împreună cu regizorul Viktor Ivanov, și este marcat de un anumit „angajament ideologic” caracteristic epocii sovietice. Filmul este o epopee istorică populară, cu numeroase elemente folclorice, care evocă viața grea a haiducilor și lupta lor împotriva opresorilor și încearcă să evidențieze importanța istorică a regiunii nordice a Munților Carpați pentru Ucraina și Uniunea Sovietică. Rolurile principale sunt interpretate de actorii Afanasi Kocetkov⁠(d) (Oleksa Dovbuș), Nataliia Naum (Maricika), Oleg Borisov (Iuzef), Grîgori Teslea (Mîhailo), Nikolai Muraviov (Varțaba) și Semion Lihogodenko (Jebea).
Acțiunea filmului are loc la mijlocul secolului al XVIII-lea pe teritoriul Ucrainei Subcarpatice, care era stăpânit în acea vreme de Uniunea statală polono-lituaniană. Haiducul Oleksa Dovbuș adună o ceată de răzvrătiți pe masivul muntos Ciornohora și, după câteva incursiuni încununate de succes, reușește să-i ridice la luptă pe țăranii huțuli din Munții Carpați împotriva nobililor polonezi care luaseră în stăpânire pământurile lor. Moartea haiducului este învăluită în mister, iar o legendă ucraineană susține că Dovbuș ar mai trăi chiar și astăzi în munții sălbatici și neumblați care i-au slujit de atâtea ori ca ascunzătoare.
Filmul a fost produs în culori de Studioul de film „A. Dovjenko” din Kiev și a fost difuzat atât în limba rusă, cât și limba ucraineană în cinematografele din Uniunea Sovietică. El s-a bucurat de o popularitate considerabilă în rândul cinefililor sovietici, fiind vizionat, potrivit evidențelor oficiale, de 22,7 milioane de spectatori.

## Rezumat

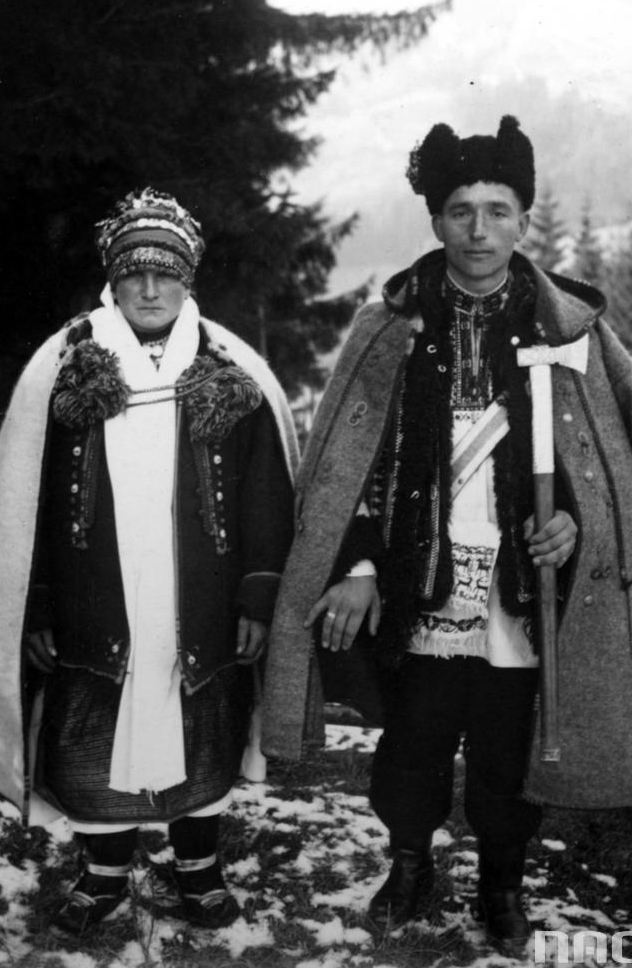
Cuplu huțul din perioada interbelică.

Munții Carpați constituie locul de origine a numeroase legende despre vitejia muntenilor huțuli (un subgrup etnic al poporului ucrainean), care trăiau aici din vremuri îndepărtate. Teritoriile locuite de huțuli au fost cotropite și împărțite de popoare străine ca maghiarii și polonezii și au intrat sub stăpânirea unor nobili lacomi și cruzi. Huțulii s-au ridicat la luptă pentru eliberarea pământurilor străbune, iar unul dintre conducătorii lor a fost tânărul Oleksa Dovbuș, care a încercat să-i alunge pe cotropitori și să facă dreptate neamului său la mijlocul secolului al XVIII-lea. În secvențele de început ale filmului se specifică următoarele: „Munții Carpați sunt ca niște riduri adânci pe fața bătrână a Pământului. Muntenii ucraineni, huțulii, au trăit aici din vremuri imemorabile. Toate aceste pământuri au făcut parte dintr-un stat unitar puternic numit Rusia Kieveană. Dar, în secolele următoare, nobilii feudali maghiari au ocupat Transcarpatia, iar magnații polonezi cea mai mare parte a ținuturilor ucrainene. Poporul ucrainean nu s-a supus. Huțulii carpatini iubitori de libertate s-au adunat în cete de răzvrătiți numite oprîșkî⁠(d). La fel ca izvoarele de munte care curg libere, poporul și-a dezlănțuit furia din inima lui și i-a pedepsit fără milă pe asupritori. Cu 200 de ani în urmă această furie a avut în Munții Carpați un nume omenesc. Ea a fost numită Oleksa Dovbuș.”.
La mijlocul secolului al XVIII-lea Oleksa Dovbuș devenise cunoscut în regiunea nordică a Munților Carpați ca haiduc, jefuindu-i pe cămătari de banii luați cu forța de la țărani și restituindu-i păgubiților. El întâlnește într-o noapte un răzvrătit bătrân, care fusese grav rănit într-o luptă cu oștile puternicului nobil local, pan Jabłoński. Bătrânul îl recunoaște și îl roagă pe Dovbuș să-l îngroape după ce va muri, iar mai apoi să-i strângă din nou pe rebeli și să le ceară să-l urmeze, renunțând de bună voie din acel moment la familie, casă sau liniște sufletească până când poporul ucrainean va fi liber. În ultimele sale clipe de viață, bătrânul smulge un fir de iarbă de pe viitorul său mormânt și i-l dă haiducului ca să-l protejeze de gloanțele oștilor nobilului.
Dovbuș adună o ceată de răzvrătiți îndrăzneți și viteji pe masivul muntos Ciornohora și, după ce-i supune unei grele încercări (traversarea unei prăpastii pe trunchiul unui mesteacăn), îi convinge să jure că vor renunța la casă și la familie și vor lupta împreună pentru apărarea poporului ucrainean. Acest jurământ îl determină pe Oleksa să o respingă pe Maricika, logodnica sa, care vruse inițial să i se alăture. Aflând că s-a adunat o nouă ceată de haiduci, pan Jabłoński poruncește slujitorilor săi să confiște toate vitele din satul de origine al răzvrătiților pentru a-și putea plăti oștile. Haiducii lui Dovbuș pătrund în conacul lui pan Jabłoński și intenționează să-l spânzure, dar renunță atunci când nobilul semnează un document prin care renunță la drepturile sale asupra pământurilor huțulilor. Vitele confiscate de oamenii nobilului polonez sunt înapoiate țăranilor. În acest timp, Maricika este nevoită să se căsătorească cu un țăran huțul bogat pe nume Ștefan, care era un apropiat al lui pan Jabłoński. Căsătoria nu poate fi anulată, dar Oleksa și Maricika jură în aceeași noapte în mijlocul naturii că își vor rămâne credincioși unul altuia.
Pan Jabłoński nu-și respectă însă cuvântul dat și poruncește trecerea satului prin foc și sabie, iar oștenii săi distrug casele celor răzvrătiți și îi iau pe săteni ca prizonieri. Huțulii care încearcă să-și apere avutul și libertatea sunt uciși, iar Dovbuș se jură că-i va răzbuna. Retras la un castel, Jabłoński se distrează împreună cu alți nobili și împușcă accidental un copil huțul, pe care-l folosise ca țintă vie. Mânia lui Dovbuș crește, iar haiducii pun la cale un plan capcană. Astfel, Dovbuș îl anunță pe un preot ortodox că haiducii sunt alungați din munți de oștile poloneze și îl roagă să le pregătească un ospăț în acea noapte. Preotul îl anunță pe Jabłoński, iar nobilul poruncește trimiterea oștilor în sat pentru a-i prinde pe haiduci, lăsând astfel castelul fără apărare. Dovbuș, care anticipase trădarea preotului, pătrunde cu haiducii în curtea castelului, îl spânzură pe Jabłoński și apoi incendiază castelul, dar cruță viața soției nobilului, pana Jadwiga Jabłońska, care era însărcinată. Haiducii se întorc în sat și cer localnicilor să i se alăture, făcându-i pe oștenii polonezi să fugă speriați.

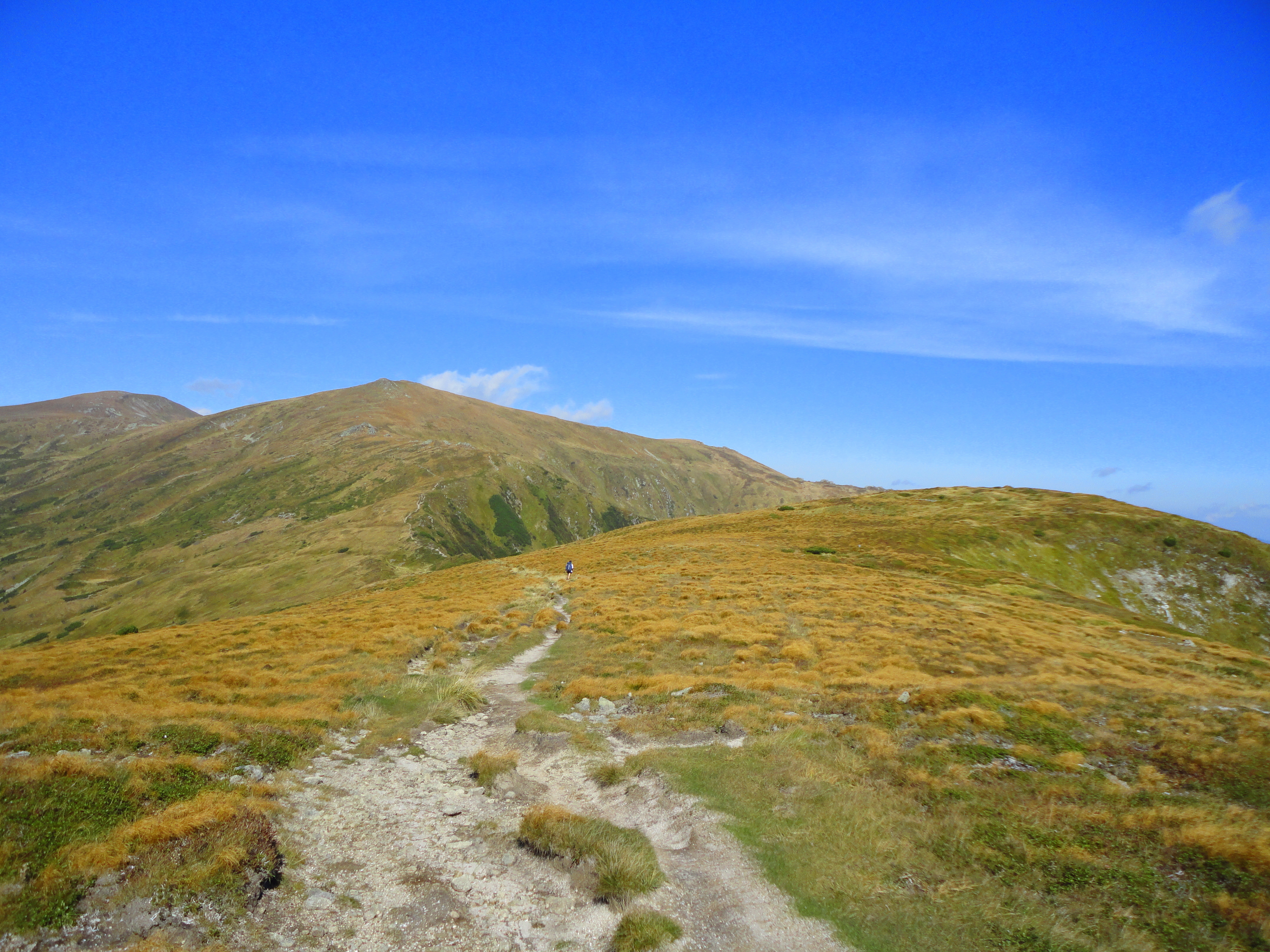
Masivul muntos Ciornohora

Răscoala țăranilor huțuli se întinde în Munții Carpați. Castelele nobililor sunt incendiate, iar nobilii își părăsesc moșiile și se refugiază la curtea voievodului Pșeremskîi, cerându-i să strângă o armată care să lupte cu ceata lui Dovbuș. Este anunțată o recompensă mare pentru orice fel de contribuție la prinderea haiducului Oleksa Dovbuș, însă muntenii nu-l trădează. Au loc mai multe lupte, dar Oleksa scapă nevătămat de fiecare dată. În această situație, nobilii polonezi pun la cale o capcană pentru a-l ademeni pe Dovbuș în oraș: ei o capturează pe iubita lui, Maricika, o pun în lanțuri și o întemnițează într-un turn înalt aflat deasupra pieței centrale. Oleksa pătrunde deghizat în orașul inamic pentru a o vedea pe Maricika și este capturat de oștenii polonezi, urmând a fi executat. Vestea capturării lui Dovbuș ajunge în toate satele învecinate, iar huțulii coboară din munți, îl eliberează pe conducătorul haiducilor și o iau ca ostatică pe pana Jabłońska, sora voievodului Pșeremskîi. Pentru a scăpa de urmăritori, Oleksa aruncă pe drum toate monedele pe care le găsise în caleașca cu care fugea, iar oștenii polonezi se opresc și încep să adune banii, lăsându-i să scape pe fugari. Voievodul îi poruncește ofițerului Mațek să incendieze moșia marelui hatman⁠(d) Potocki⁠(d) pentru ca apoi să poate da vina pe Dovbuș și să-l forțeze astfel pe hatman să-i pună la dispoziție o armată de 3.000 de dragoni. Încercarea sa de a-l prinde pe Dovbuș eșuează însă atunci când armata poloneză pe care o conducea este prinsă în ambuscadă într-un defileu, iar haiducii declanșează o avalanșă de bolovani asupra militarilor.
Ceata haiducilor se risipește odată cu venirea iernii: majoritatea țăranilor se întorc la casele lor, cazacul Mîhailo pleacă în Ucraina pentru a aduce întăriri, iar țăranul iobag polonez Iuzef (Józef) este trimis să negocieze cu Pșeremskîi eliberarea panei Jabłońska în schimbul Maricikăi și a celorlalți huțuli arestați. Pșeremskîi refuză târgul, iar Iuzef este împușcat. Este conceput un nou plan pentru prinderea lui Dovbuș: ofițerul Mațek o eliberează pe Maricika și o aduce la casa soțului ei, Ștefan, cerându-i acestuia să-l anunțe pe haiduc ca să o elibereze pe pana Jabłońska și apoi să-l ucidă după eliberarea femeii nobile. Dovbuș coboară în sat pentru a o lua cu el pe Maricika, fiind urmat de la distanță de ceilalți haiduci care vor să-l protejeze, iar în lipsa lor pana Jabłońska fuge după ce-l mituiește pe haiducul Kleam. Anunțat că pana Jabłońska a scăpat, Ștefan îl împușcă pe Oleksa atunci când haiducul vine să-și ia iubita. Dovbuș își dă seama că va muri și cere tovarășilor săi credincioși să-l ducă pe Ciornohora pentru a arunca o ultimă privire asupra Munților Carpați. Soarele răsare din nou, iar primele lui raze luminează silueta lui Dovbuș aflată în vârful muntelui. Dovbuș, susținut de Maricika, dispare dincolo de linia orizontului.

## Distribuție
- Afanasi Kocetkov⁠(d) — haiducul huțul Oleksa Dovbuș, șeful cetei de haiduci[1][20][22][27]
- Nataliia Naum — Maricika, țărancă huțulă, iubita lui Oleksa[1][27]
- Oleg Borisov — Iuzef (Józef), fost slujitor al lui pan Jabłoński, țăran iobag polonez care se alătură haiducilor lui Dovbuș[1][27]
- Grîgori Teslea — Mîhailo, cazacul zaporojean care se alătură haiducilor lui Dovbuș[1][27]
- Nikolai Muraviov — haiducul Varțaba[1][27]
- Semion Lihogodenko — haiducul mut Jebea, fratele lui Varțaba[1][27]
- Iaroslav Ciuperciuk — haiducul cântăreț Veselciuk[1][27]
- Mișa Cernov — Șumei, băiatul orfan din ceata haiducilor lui Dovbuș[1][27]
- Oleksandr Korotkevîci — haiducul lacom Kleam / preotul ortodox[1][27]
- Mark Perțovski — pan Jabłoński, nobilul polonez local[1][27]
- Nadejda Cerednicenko — pana Jadwiga Jabłońska, soția lui pan Jabłoński[1][27]
- Dmîtro Miliutenko — voievodul polonez Pșeremskîi, fratele Jadwigăi Jabłońska[1][27]
- Iaroslav Gheleas — Ștefan, țăran huțul, soțul Maricikăi[1][27]
- Vladislav Boleslavski — ofițerul polonez Mațek, subalternul voievodului Pșeremskîi[1][27]
- Iuri Lavrov — contele Józef Potocki⁠(d), marele hatman al Coroanei Poloniei⁠(d)[1][27]
- D. Babeak[1][27]
- Petro Vesklearov — moș Petriia, țăran huțul bătrân[1][27]
- Aleksandr Gumburg — pan Zaremba, nobil polonez[1][27]
- Ivan Guzikov — haiducul Rahovskîi[1][27]
- Nataliia Kandîba — Olena, țărancă huțulă, mama copilului ucis de Jabłoński[1][27]
- Ghena Leașkovski — copilul ucis de Jabłoński[1][27]
- Evgheni Kurilo[27]
- Bogdan Pazdri — crainicul satului[27]
- Adolf Ilin — nobil polonez[27]
- Piotr Mihnevici (nemenționat)[27]
- Stefania Stadnîkivna (nemenționată)[6][27]
- Lev Perfilov — nobil polonez (nemenționat)[27]
- Lev Olevskîi — nobil polonez (nemenționat)[27]

## Producție

### Popularitatea haiducului

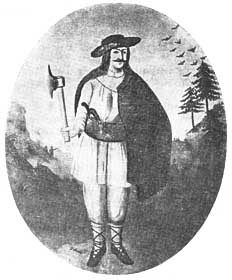
Portret vechi al haiducului Oleksa Dovbuș

Folclorul fiecărui popor conține numeroase legende și balade închinate celor care au luptat pentru dreptate socială și libertate națională, apărându-i pe oamenii simpli de asuprirea conducătorilor medievali (monarhi, nobili, conducători militari și religioși etc.). Una din primele forme de luptă împotriva asupririi sociale și naționale din trecutul mai multor popoare a fost haiducia, iar numeroși eroi populari care au ales calea codrului și au protejat populația înrobită de biruri și de alte obligații feudale au dat naștere unor legende, ce au transmis numele lor până în zilele noastre. Scrierile istorice contemporane consemnează foarte puține date biografice cu privire la acești haiduci, iar legendele și baladele populare prezintă doar informațiile esențiale ce merită reținute, de aceea viața aventuroasă și zbuciumată a acestor eroi rămâne puțin cunoscută, fiind completată de cele mai multe ori cu întâmplări fabuloase provenite din imaginația autorilor populari. Răsplata poporului față de acești eroi s-a manifestat adesea prin atribuirea unor trăsături supranaturale ca invincibilitatea sau imortalitatea nu atât ca o formă de respect asemănătoare evlaviei față de sfinți, cât mai curând ca o formă de manifestare a aspirației spre libertate. Folclorul ucrainean conține, la fel ca folclorul românesc, astfel de legende despre vitejia unor luptători proveniți din mijlocul poporului, precum Oleksa Dovbuș.
Haiducul huțul Oleksa Dovbuș (în ucraineană Олекса Довбуш), care a trăit la începutul secolului al XVIII-lea (1700–1745), a fost conducătorul unei cete de 30–50 de haiduci (oprîșkî⁠(d)) care acționa în regiunea huțulă din Carpații Orientali. Ceata sa a jefuit, printre alții, proprietari de pământ, nobili polonezi, negustori și bogătași evrei și a împărțit o parte din prada sa oamenilor săracilor, devenind eroul lor. Dovbuș a devenit în timp unul dintre cei mai faimoși luptători pentru libertate ucraineni, fiind diferit de tâlharii obișnuiți prin faptul că a alcătuit manifeste și apeluri adresate nobililor și oamenilor simpli și fiind comparat în prezent cu Robin Hood. Numele său, care a stârnit panică în rândul proprietarilor de pământ din Munții Carpați, este menționat atât în documentele istorice (apare astfel ca „Oleksii Doboșciuk, rutean” în evidențele militare poloneze), cât și în numeroase cântece populare transmise prin viu grai din generație și generație, precum „Oi popid hai zelenenkîi” (Ой попід гай зелененький), care este foarte iubit în regiunea huțulilor și a ajuns să fie considerat un imn al muntenilor ucraineni. În ciuda popularității sale, nu se cunosc multe informații despre viața lui, iar puținele date istorice sunt completate adesea cu amănunte fantastice sau mistice, unele dintre ele fiind însă destul de plauzibile. Documentele poloneze menționează că haiducul Oleksa Dovbuș a fost ucis la 24 august 1745, iar rămășițele sale au fost împrăștiate în 12 locuri.
Cu toate că scriitori ucraineni vestici precum Ivan Franko, Iuri Fedkovîci și Hnat Hotkevîci au acordat atenție isprăvilor lui Dovbuș în operele lor literare, numele haiducului era aproape necunoscut în Ucraina de Est (teritoriu aflat sub stăpânirea Imperiului Rus) și apoi în Ucraina Sovietică, cu toate că Dovbuș se încadra perfect în tipologia eroilor luptei de clasă. Primul roman despre Oleksa Dovbuș, Oprîșkî (Опришки), a fost scris de autorul galițian Volodîmîr Gjîțkîi (1895–1973) și a fost publicat abia în anul 1932 la Harkov, capitala de atunci a RSS Ucrainene, dar a fost interzis un an mai târziu, după arestarea scriitorului ca „inamic al poporului”.

### Prima încercare de ecranizare
Figura haiducului huțul a început să atragă atenția mai multor realizatori de filme abia în cea de-a doua parte a anilor 1930, iar ideea realizării unui film despre Oleksa Dovbuș i-a aparținut inițial cineastului ucrainean Ivan Kavaleridze, care a încercat să regizeze în anul 1937 un film intitulat Oleksa Dovbuș (Олекса Довбуш) după propriul scenariu. Rolul principal a fost oferit mai întâi celebrului actor ucrainean Stepan Șagaida, iar apoi, după arestarea lui Șagaida de către NKVD, urma să i se ofere actorului rus Boris Andreev. Proiectul a fost însă oprit de autoritățile culturale sovietice, iar regizorului i s-a cerut să regizeze filmul Bogdan Hmelnițki, după scenariul lui Oleksandr Korniiciuk.
Povestea lui Oleksa Dovbuș a devenit dintr-o dată semnificativă după invazia sovietică în Polonia din toamna anului 1939. Cineastul ucrainean Oleksandr Dovjenko, directorul artistic al Studioului Cinematografic din Kiev, care venise în Galiția pentru a filma documentarul propagandistic Eliberarea (în rusă Освобождение, în ucraineană Визволення), a admirat peisajul montan al satului huțul Jabie (azi orașul Verhovîna din regiunea Ivano-Frankivsk) și a revitalizat ideea realizării unui film despre Dovbuș. El i-a implicat în acest proiect pe poetul, romancierul și dramaturgul ucrainean Liubomîr Dmîterko (ca scenarist) și pe actorul și pedagogul ucrainean Amvrosii Bucima (ca regizor). În timpul scrierii scenariului, Bucima a primit rolul principal în filmul propagandistic Vânt dinspre Est (Ветер с востока, 1941), iar sarcina regizării noului proiect cinematografic i-a fost atribuită regizorului Mîkola Krasii, care a fost trimis în Galiția pentru a aduna materiale ce urmau să fie folosite la producerea filmului.

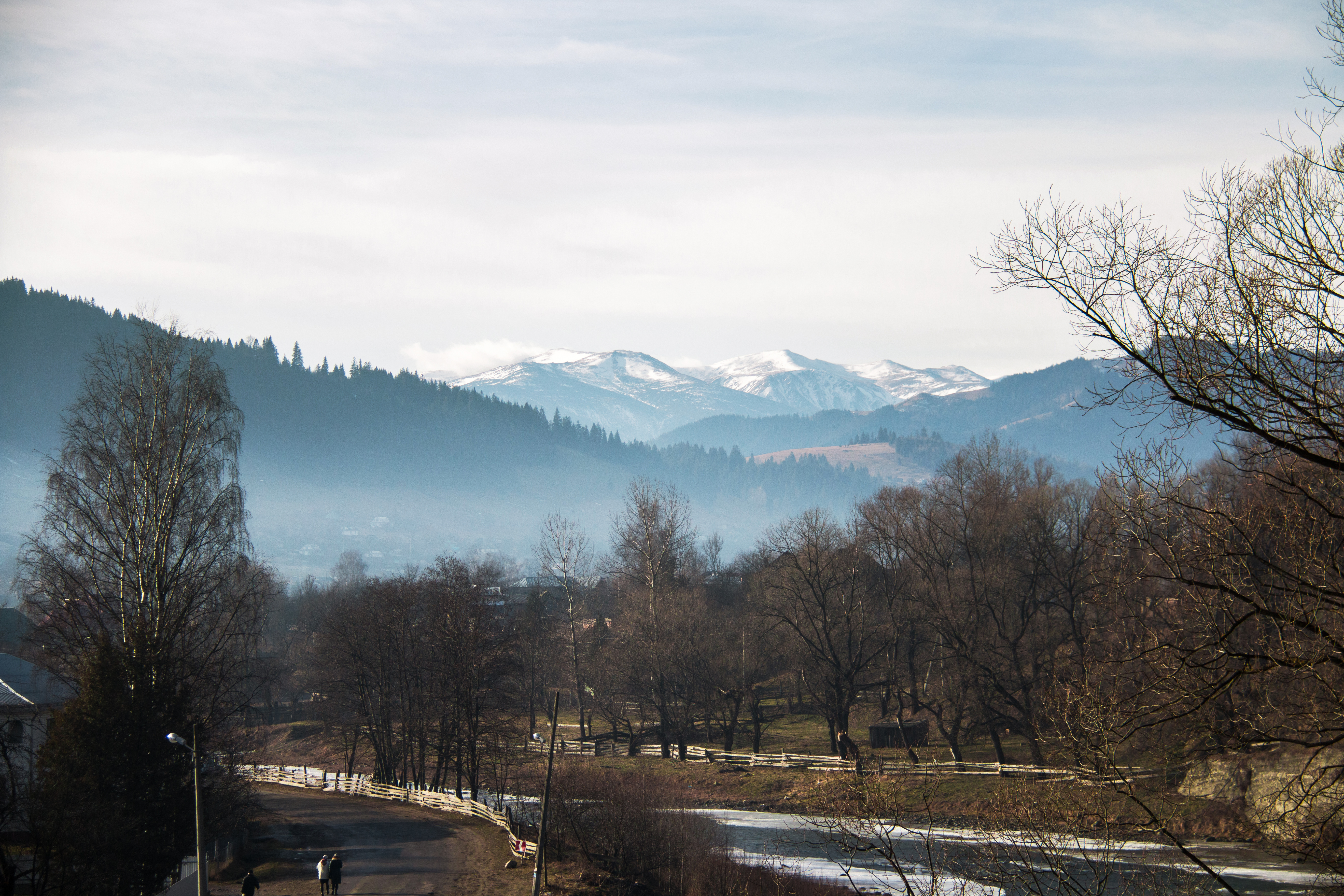
Munții Carpați la Verhovîna

Între timp, Kavaleridze s-a certat cu Korniiciuk și a abandonat realizarea filmului Bogdan Hmelnițki, așa că Dovjenko i-a propus în octombrie 1940 să regizeze el filmul despre Dovbuș. Scenariul lui Dmîterko i-a plăcut lui Kavaleridze, care a acceptat să regizeze el filmul și i-a distribuit în rolurile principale pe actorii Ivan Kostiucenko (Dovbuș), Stefania Stadnîkivna (Dzvinka) și Iaroslav Ciuperciuk (Varțaba), șeful grupului de balet al Ansamblului de Stat de Cântece și Dansuri Huțule. Echipa de filmare formată din aproximativ 50 de persoane s-a deplasat în primăvara anului 1941 în satul Jabie (azi orașul Verhovîna) pentru turnarea filmului Cântec despre Dovbuș (în rusă Легенда о Довбуше, în ucraineană Пісня про Довбуша), realizat de Ivan Kavaleridze după scenariul scriitorului ucrainean Liubomîr Dmîterko. Au fost selectați figuranți pentru interpretarea țăranilor locali în scenele de masă, iar regizorul s-a declarat încântat atunci când a văzut că ei au experiență, ca urmare a faptului că apăruseră anterior în filmul polonez Przybłęda (1933), alături de vedetele Ina Benita și Stanisław Sielański.
Filmările au început în 14 iunie 1941, sub coordonarea directorului de imagine Ivan Șekker, și s-au desfășurat nesatisfăcător, potrivit mărturiei lui Kavaleridze, iar în a noua zi au trebuit să fie întrerupte în urma atacării Uniunii Sovietice de către Germania Nazistă. Bărbații care aveau vârsta militară s-au prezentat la autoritățile militare pentru a fi înrolați în armată, în timp ce restul membrilor echipei (formată din 27 de persoane) s-au deplasat către Kiev, dar au fost reținuți de militarii germani și anchetați inițial sub suspiciunea că ar face parte dintr-„un grup de recunoaștere”. Situația s-a lămurit curând și cei reținuți au fost eliberați, dar filmul a fost confiscat. Kavaleridze a intrat ulterior în dizgrație și nu a mai filmat până la sfârșitul anilor 1950, iar Studioul de film din Kiev a acordat prioritate altor subiecte.
Interesul față de figura haiducului Dovbuș a crescut în anii următori celui de-al Doilea Război Mondial. Au apărut atunci romanul istoric Oleksa Dovbuș (Олекса Довбуш, 1945) al lui Ivan Erofeiiv, poemul dramatic Oleksa Dovbuș (Олекса Довбуш, 1946) al lui Leonid Pervomaiskîi, baletul Hustka Dovbușa (Хустка Довбуша, cu muzică de Anatoli Kos-Anatolskîi, pe un libret de P. Kovînev, 1951) și opera Dovbuș (Довбуш, 1955) a lui Stanislav Liudkevîci.

### Reluarea proiectului
Proiectul realizării filmului a fost reluat abia după aproape 20 de ani, odată cu dezghețul ideologic ce a avut loc după moartea lui Stalin, și a reprezentat unul dintre primele semne ale renașterii culturale ucrainene din anii 1960, prevestind viitoarea capodoperă a cinematografiei mondiale, filmul Umbrele strămoșilor uitați (1964) al lui Serghei Paradjanov, cu un subiect provenit, de asemenea, din viața huțulilor. În primăvara anului 1959 a avut loc o întâlnire între ministrul ucrainean al culturii Rostîslav Babiiciuk⁠(en)[traduceți], reprezentanții Uniunii Cineaștilor din RSS Ucraineană (Спілка працівників кінематографії УРСР, СПКУ, SPKU) și reprezentanții Studioului Cinematografic „A. Dovjenko”, în cadrul căreia s-a discutat necesitatea creșterii calității filmelor ucrainene. Au fost selectate zece filme care urmau să fie produse pentru viitoarea Decadă a literaturii și artei ucrainene (Декада украинской литературе и искусства), eveniment ce urma să aibă loc la Moscova în noiembrie 1960. În cele din urmă au fost produse doar opt filme, printre care: Roman și Francesca⁠(uk)[traduceți] (Роман і Франческа, regizat de Volodîmîr Denîsenko⁠(uk)[traduceți]), Haiducul de pe Ceremuș (Олекса Довбуш, regizat de Viktor Ivanov⁠(d)) și Prețul sângelui⁠(uk)[traduceți] (Кров людська — не водиця, regizat de Mîkola Makarenko⁠(uk)[traduceți]), care au atras fiecare peste 20 de milioane de spectatori în cinematografele sovietice.
În acea vreme cineaștii ucraineni erau presați să realizeze filme cu teme contemporane, așa cum reiese din discuțiile purtate cu privire la Haiducul de pe Ceremuș în consiliul artistic al Studioului „A. Dovjenko”, filmele cu temă istorică nefiind considerate prioritare de către autoritățile culturale ucrainene. Cu toate acestea, realizarea unui film despre haiducul Oleksa Dovbuș s-a datorat probabil și faptului că în 1959 a avut loc a douăzecea aniversare a „reunificării” regiunilor vestice cu RSS Ucraineană și, prin urmare, cu Uniunea Sovietică.
Haiducul de pe Ceremuș a fost produs în culori de compania sovietică Studioul de film „A. Dovjenko” din Kiev și a fost regizat de cineastul ucrainean Viktor Ivanov⁠(d). Scenariul filmului, inspirat de evenimente istorice, a fost refăcut de Liubomîr Dmîterko, împreună cu regizorul Viktor Ivanov, și a urmărit să prezinte asuprirea socială și națională a huțulilor de la mijlocul secolului al XVIII-lea și, în același timp, să pună în valoare specificul etnografic al acestui subgrup etnic ucrainean. Intenția realizatorilor nu era să realizeze o reconstituire istorică riguroasă a vieții haiducului Oleksa Dovbuș (despre care oricum nu există prea multe informații concrete), ci să prezinte un capitol din istoria luptei poporului ucrainean pentru eliberarea de sub dominația străină. Absența informațiilor cu privire la evenimentele istorice din acea vreme a fost suplinită în acest scop cu aspecte etnografice pitorești despre modul de viață al huțulilor (portul tradițional, cântecele populare, obiceiurile specifice anumitor evenimente tradiționale). Cei doi coscenariști au beneficiat de consultanța științifică a istoricului Volodîmîr Hrabovețkîi⁠(uk)[traduceți] (1928–2015), cercetător specializat în istoria Ucrainei de Vest la Departamentul de Istorie a Ucrainei al Institutului de Științe Sociale al Academiei de Științe a URSS⁠(uk)[traduceți] de la Liov, care pregătea atunci o teză de doctorat despre oprîșkî⁠(d) și Dovbuș.
Scenariul filmului este marcat de un „angajament ideologic” (potrivit istoricului, scriitorului și scenaristului Stanislav Țalîk) și se supune, prin urmare, rigorilor realismului socialist: personajul principal dobândește o conștiință socială și se transformă dintr-un haiduc local într-un conducător revoluționar pentru drepturile poporului. Haiducii devin, în această viziune, reprezentanți autentici ai întregului popor, care nu a acceptat niciodată starea de servitute față de stăpânii feudali, iar oamenii simpli i-au prețuit atât de mult încât au ajuns să le atribuie virtuți supranaturale. Succesele militare ale cetei de haiduci în lupta cu oștile nobiliare s-ar datora astfel legăturii strânse cu poporul, căruia îi încuraja aspirațiile sociale și naționale. Realizatorii filmului identifică, de asemenea, o legătură istorică între ucrainenii din ținuturile estice și cei din regiunile vestice prin prezența cazacului zaporojean Mîhailo, permițând astfel asocierea luptelor de eliberare ale haidamacilor și oprîșkîlor, precum și o cauză comună a oamenilor simpli de diferite neamuri împotriva moșierilor prin prietenia care se leagă între haiducul huțul Dovbuș, cazacul ucrainean Mîhailo și slujitorul polonez Iuzef (Józef). Este evidențiată în același timp o antiteză tipică filmelor western între eroul popular ucrainean, cu abilități de luptă extraordinare, o perspectivă morală virtuoasă și o mare sete de dreptate, și nobilimea poloneză decadentă, lacomă și brutală; cele două forțe antitetice se confruntă într-o zonă îndepărtată aflată la granițele a două state (Polonia și Rusia). Cercetătorul american Joshua First susține că regizorul Viktor Ivanov a încercat să realizeze o imitație a westernurilor anilor 1930–1940, adaptată contextului social-istoric al relațiilor ruso-poloneze de la mijlocul secolului al XVIII-lea.

### Atribuirea rolurilor
Rolurile principale au fost atribuite actorului rus Afanasi Kocetkov⁠(d) (Dovbuș) și actriței ucrainene Nataliia Naum (Maricika). Kocetkov (1930–2004), interpretul rolului principal, vorbea însă doar limba rusă, așa că vocea lui a trebuit dublată în ucraineană. În schimb, Nataliia Naum (1932–2004) era originară din regiunea istorico-etnografică Boikivșciîna (situată la vremea filmărilor în vestul RSS Ucrainene).
Alte roluri importante au fost interpretate de Oleg Borisov (Iuzef), Nikolai Muraviov (Varțaba) și Dmîtro Miliutenko (voievodul Pșeremskîi). Actorul rus Oleg Borisov (1929–1994), interpretul iobagului polonez Iuzef (Józef), era cunoscut la acea vreme pentru rolul interpretat în filmul Reîntoarcerea⁠(d) (1958) și a devenit ulterior un actor important al cinematografiei sovietice datorită filmelor Cântecul mării⁠(d) (1959), Cerul Balticii⁠(d) (1960), Îmblânzitorii de biciclete (1964), Dați-mi condica de reclamații (1965), La război ca la război⁠(d) (1968), Cadavrul viu (1969), Jurnalul unui director de școală⁠(d) (1975), Căsătoria⁠(d) (1977), Tristețea învingătorului⁠(d) (1977), Ultima vânătoare⁠(d) (1979), S-a oprit un tren⁠(d) (1982), Atkins (1985), Cu orchestra pe strada principală⁠(d) (1986) și Liniște după furtună⁠(d) (1986).
Realizatorii au cooptat doar doi membri ai distribuției filmului vechi: Iaroslav Ciuperciuk (care a primit aici un rol secundar: haiducul cântăreț Veselciuk și s-a ocupat de coregrafia secvențelor de dansuri) și Stefania Stadnîkivna (care a jucat un rol minor și nici nu a mai fost trecută pe generic). Ciuperciuk nu mai putea fi distribuit în rolul pozitiv al haiducului Varțaba (prietenul apropiat al lui Dovbuș), deoarece se alăturase Organizației Naționaliștilor Ucraineni în timpul celui de-al Doilea Război Mondial, luptase sub numele conspirativ „Vîșnea” (Вишня) în cadrul Armatei Insurecționale Ucrainene, făcuse câțiva ani de închisoare și se întorsese recent din Gulag.

### Filmări

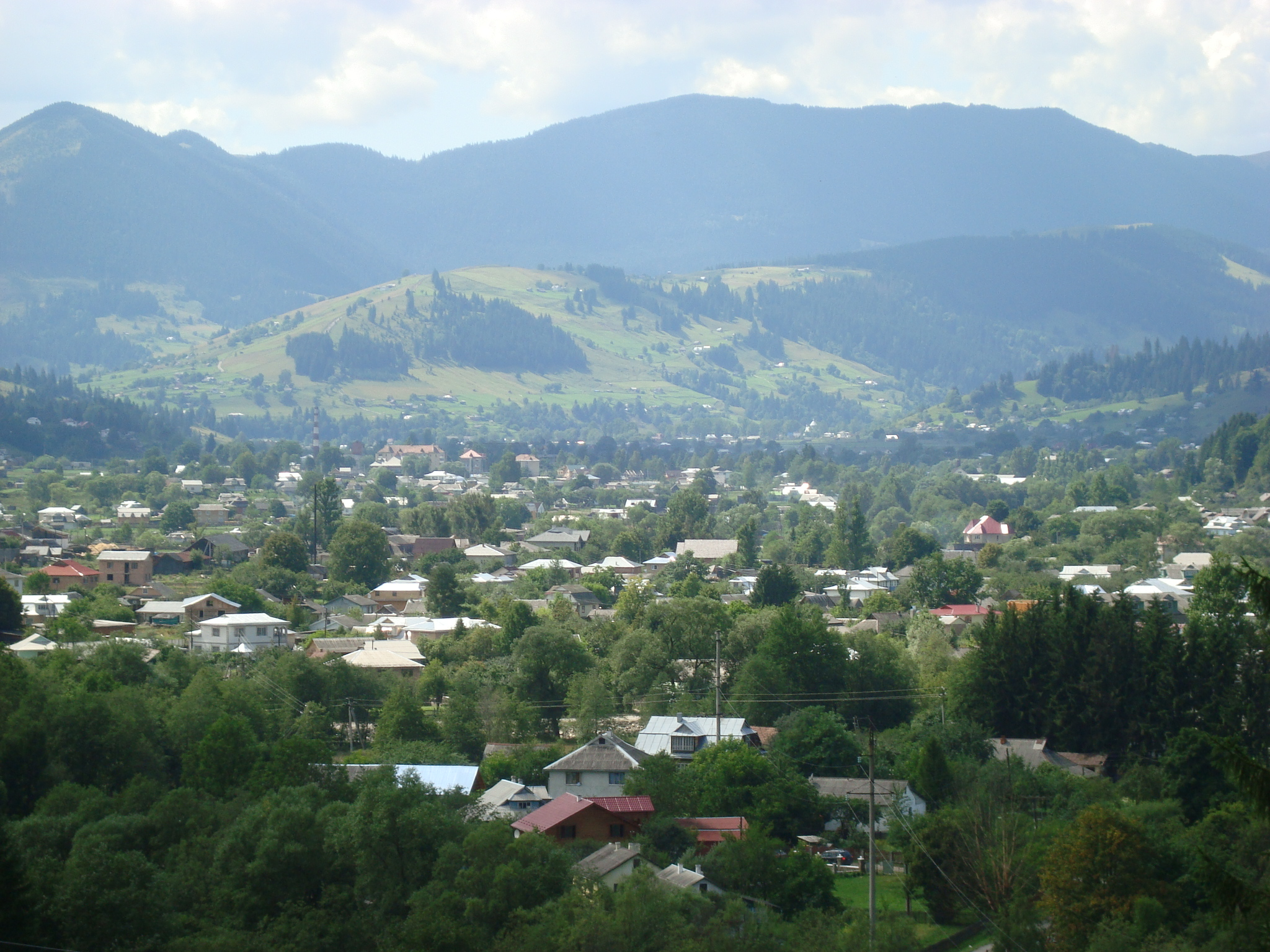
Panorama orășelului Verhovîna

Filmările au avut loc în anul 1959 și s-au desfășurat în orășelul Verhovîna, în satul vecin Krîvorivnea, în orășelul Rahău, precum și în orașul Liov. Unul din locurile cheie de filmare a fost cătunul Jabievskîi Potik (în ucraineană Жаб’євський потік) de la periferia orășelului Verhovîna, unde au fost filmate câțiva ani mai târziu mai multe scene ale filmului Umbrele strămoșilor uitați, regizat de Serghei Paradjanov. Au fost 105 zile de filmare, dintre care: 32 de zile la Liov, 36 de zile la Verhovîna și 37 de zile la Rahău. Această durată de filmare a fost destul de mare, cu toate că a reprezentat abia puțin peste jumătate din timpul petrecut în regiune de echipa lui Paradjanov.
Unii localnici huțuli au făcut figurație în film, apărând în scenele de grup (fără a fi menționați pe generic) și luând parte ulterior la realizarea filmelor Umbrele strămoșilor uitați (1964) al lui Paradjanov și Anicika (1968) al lui Borîs Ivcenko. Filmul include mai multe instrumente muzicale specifice regiunii locuite de huțuli precum trembita⁠(en)[traduceți], floiara⁠(en)[traduceți] și drâmba, care au fost folosite ulterior și în filmul lui Paradjanov pentru a spori tensiunea dramatică.
Director de imagine a fost Vadîm Illienko, reprezentant al unei celebre familii de operatori de film ucraineni și fratele mai mare al lui Iuri Illienko⁠(d) (care a fost directorul de imagine al filmului Umbrele strămoșilor uitați). Decorurile au fost proiectate de Viktor Mîhulko, iar muzica a fost compusă de compozitorul ucrainean Vadîm Homoleaka și interpretată de Orchestra Simfonică de Stat a URSS, sub bagheta dirijorului Veniamin Tolba. Coloana sonoră originală a filmului este în limba ucraineană. Vocile actorilor au fost dublate ulterior în limba rusă pentru o versiune mai scurtă, cenzurată, a filmului. Lungimea peliculei este de 2.478 de metri.

## Recepție

### Lansare
Haiducul de pe Ceremuș a fost lansat pe 14 noiembrie 1960 în Uniunea Sovietică, a fost difuzat în două versiuni: atât în limba rusă, cât și în limba ucraineană, cu durate diferite: versiunea rusă avea 91 de minute, iar versiunea ucraineană (cenzurată) avea doar 75 de minute. Filmul s-a bucurat de o popularitate considerabilă în rândul cinefililor sovietici și a fost vizionat în cinematografele sovietice de 22,7 milioane de spectatori. Succesul filmului a determinat distribuirea sa și în alte țări, printre care Republica Populară Romînă (20 decembrie 1960) și Republica Democrată Germană (premieră TV în 16 august 1963 la DFF 1).
Premiera filmului în România a avut loc în 20 decembrie 1960; filmul, care a fost prezentat de presa epocii ca „un poem închinat haiducilor, apărători ai poporului, care în vremuri de restriște coborau fără teamă din codri pentru a răzbuna fărădelegile exploatatorilor”, a rulat în perioada următoare în unele cinematografe bucureștene precum Flacăra și Donca Simo (decembrie 1960), Lumina (decembrie 1960 – ianuarie 1961), Înfrățirea între popoare, Gh. Doja și Libertății (decembrie 1960 – ianuarie 1961), Olga Bancic (ianuarie 1961), V. Roaită și 30 Decembrie (ianuarie 1961), Grivița și Arta (ianuarie 1961), Tineretului (ianuarie 1961), G. Bacovia (ianuarie 1961), Barbu Delavrancea (ianuarie–februarie 1961), Colentina (iunie 1964) ș.a., dar și în unele cinematografe din alte orașe (de exemplu, la Bacău, Craiova, Focșani, Piatra Neamț, Galați, Turnu Severin, Iași, Pașcani, Suceava, Roman, Botoșani, Brașov, Oradea, Câmpulung Moldovenesc, Sibiu, Brăila, Petroșani, Târgu Mureș, Fălticeni, Baia Mare, Satu Mare, Târgu Neamț, Carei, Reghin, Sighet, Mediaș, Vaslui, Arad, Târnăveni, Odorheiu Secuiesc, Slatina, Miercurea Ciuc, Timișoara, Toplița, Constanța, Pitești, Dorohoi, Tulcea și Curtea de Argeș), inclusiv până în decembrie 1965, și a fost difuzat în premieră de Televiziunea Română în ziua de sâmbătă 18 martie 1961. Acest film ucrainean a atras atenția spectatorilor români prin subiectul său aventuros (lupta haiducilor pentru dreptate socială), cu origini istorice asemănătoare cu cele din trecutul poporului român, prin desfășurarea acțiunii în cadrul natural pitoresc al Munților Carpați și prin prezența unor elemente etnografice (portul și obiceiurile țăranilor huțuli), destul de apropiate de cele ale țăranilor munteni din satele românești.
Huțulii din Verhovîna au văzut o versiune a filmului dublată în limba rusă și au avut un mare șoc când au auzit toate personajele vorbind rusește. Dialectul huțul a fost auzit pentru prima oară într-un film abia câțiva ani mai târziu în Umbrele strămoșilor uitați (1964) al lui Serghei Paradjanov. Cu toate acestea, numeroși localnici huțuli consideră că filmul Haiducul de pe Ceremuș conține cea mai bună reprezentare a comunității lor, fiind mai ușor de înțeles decât Umbrele strămoșilor uitați. În ciuda dublării filmului în limba rusă, Haiducul de pe Ceremuș a popularizat pitorescul regiunii locuite de huțuli, făcându-i pe alți doi cineaști să filmeze acolo în următorul deceniu: Serghei Paradjanov a filmat Umbrele strămoșilor uitați (1964) după nuvela omonimă a lui Mîhailo Koțiubînskîi, iar Borîs Ivcenko a turnat drama de război Anicika (1968).
În perioada modernă au fost realizate alte două filme despre viața haiducului Oleksa Dovbuș: Legenda Carpaților (Легенда Карпат, 2018, r. Serhii Skobun⁠(d)) și Dovbuș (Довбуш, 2023, r. Oles Sanin⁠(d)), care au lipsite de „angajamentul ideologic” al filmului regizat de Ivanov. Versiunea din 2018 a fost criticată puternic din cauza interpretărilor amatoare (rolurile principale sunt interpretate de cântăreții Valerii Harcîșîn⁠(d) și Maria Iaremciuk) și a folosirii unor materiale chinezești în construcția decorurilor huțule, în timp ce versiunea din 2023 (care a avut un buget record pentru cinematografia ucraineană de 120 de milioane de grivne, adică aproximativ 3 milioane de dolari la valoarea de la momentul premierei, și a cărei lansare a fost amânată din cauza carantinei din perioada pandemiei de COVID și apoi din cauza Invaziei Rusiei în Ucraina) a fost considerată mai spectaculoasă, cu o acțiune dinamică și modernizată, dar a avut parte, la rândul ei, de unele critici din cauza excesului de violență (mai apropiată de filmele lui Guy Ritchie), a construirii destul de simpliste a personajelor, a interpretării prea patetice a lui Serhii Strelnîkov⁠(d) și a folosirii unui limbaj amestecat și greu de înțeles, diferit de dialectul huțul.

### Aprecieri critice

#### Critici formulate la momentul apariției
Recenziile critice publicate în presa sovietică la momentul apariției filmului au fost destul de reci, în ciuda succesului comercial înregistrat de creația artistică a lui Viktor Ivanov. Reproșul cel mai des vehiculat a vizat narațiunea „tradițională”, pe care criticii sovietici au asociat-o probabil cinematografiei din perioada stalinistă. Astfel, Nina Ignatieva⁠(ru)[traduceți] a scris într-o cronică publicată în ianuarie 1961 în revista Iskusstvo kino că în timp ce „strădania pentru o înălțare poetică [...] este în general asociată cu creațiile cinematografiei ucrainene, ea conferă uneori filmelor o imagine «dulceagă» și falsă”, aducând ca argument povestea de dragoste siropoasă, cavalcadele și cadrele „nesfârșite” cu stânci abrupte. Intriga este „tradițională” în „sensul cel mai stupid al cuvântului”, considera Ignatieva, dar, cu toate acestea, filmul atrăgea interesul spectatorilor prin „pitorescul vieții huțule și unicitatea naturii carpatine”. Alți critici sovietici au constatat reprezentarea în film cu acuratețe (sau, dimpotrivă, fără acuratețe) a lumii exotice a huțulilor, potrivit percepției proprii.
Criticii de film români au avut însă opinii mai favorabile: astfel, Al. Racoviceanu susținea într-o recenzie publicată cam în aceeași perioadă în săptămânalul Contemporanul că acest film sovietic putea deveni o epopee dacă regizorul Viktor Ivanov ar fi reușit să pună suficient în valoare atuurile scenariului („dimensiuni monumentale și zboruri vulturești spre înălțimi”). Acțiunea filmului nu are o gradare ascendentă, sublinia criticul sus-menționat, ceea ce contribuie la disiparea tensiunii și implicit a dramatismului evenimentelor relatate, iar ponderea unor personaje scade pe parcursul desfășurării acțiunii. Cu toate acestea, filmul se înalță prin interpretarea complexă și patetică a lui Afanasi Kocetkov⁠(d) (în rolul haiducului Oleksa Dovbuș), prin aspectele sale etnografice, prin „culoarea vie” a peisajului carpatic și prin „tonul maiestuos al muzicii, culminată prin coralul din final”. Într-o recenzie publicată în cotidianul regional Flacăra Iașului, criticul S. Teodorovici consemna că acest film este „o poveste cinematografică cu multiple calități”: un erou popular legendar reprezentat într-un mod viguros, un mediu social reconstituit cu autenticitate, un mediu natural pitoresc, o narațiune realistă cu elemente romantice și fantastice, o acțiune complexă și „bine gradată” și scene spectaculoase (ambuscada oștilor poloneze în defileu) sau de un dramatism intens (îndemnul la luptă al răzvrătitului bătrân, povestea de dragoste nefericită dintre Oleksa Dovbuș și Maricika, capturarea lui Dovbuș și eliberarea sa de către camarazii săi) și elogia, cu același prilej, „priceperea regizorului V. I. Ivanov de a da prospețime și a reliefa culoarea locală în prezentarea faptelor”. Val. Coliban, un alt critic român care scria în acea vreme la cotidianul regional Drum nou din Brașov, susținea că realizatorii acestui film au reușit să redea credibil contextul social al epocii respective și, în același timp, să găsească „tonul direct, simplu, cuceritor, care face ca povestirile populare să meargă la inima celui ce le ascultă”, prin prezentarea unor întâmplări neobișnuite ce scot în evidență calitățile morale și pasiunile deosebite ale eroului popular și prin impunerea unui ritm adecvat narațiunii.

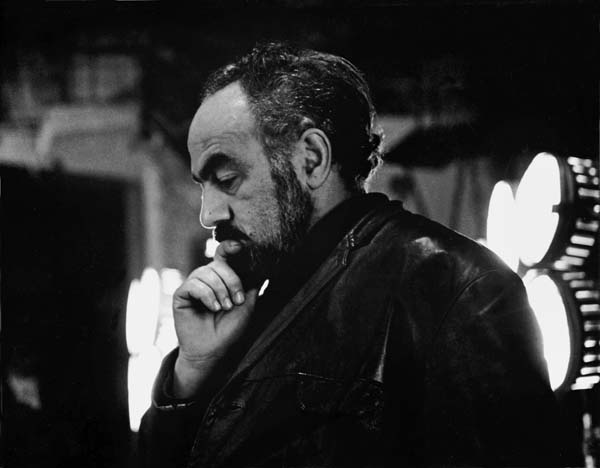
Cineastul Serghei Paradjanov a susținut „lipsa de autenticitate etnografică” a filmului

Cineastul sovietic Serghei Paradjanov, regizorul filmului Umbrele strămoșilor uitați (1964), a intervenit câțiva ani mai târziu în dezbaterea cu privire la autenticitatea reprezentării vieții huțulilor în Haiducul de pe Ceremuș, remarcând caustic: 
| “ | Ei [membrii echipei de filmare] au venit în Carpați educați cinematografic. Mai important, ei l-au turnat [filmul] cu motive decorative și exotice, dar noi nu am recunoscut niciun huțul în film. Nu le-am văzut mersul, nu le-am auzit discursul fermecător și mecanismul gândirii. | ” |

Discursul cinematografic sovietic se schimbase însă în cursul anilor 1960, fiind abandonate clișeele vechi ale realismului socialist (orientarea tradițională pe dezvoltarea intrigii și a psihologiei personajelor) și urmărindu-se crearea unui aspect tot mai „poetic” al filmelor. Schimbarea concepțiilor estetice a impus judecarea filmelor nu numai în funcție de convenția narativă, ci și de forța vizuală a imaginilor. Forța estetică rezidă în „obiectul autentic”, susținea Paradjanov, indiferent că era vorba de un om sau de un anumit obiect. Paradjanov a evidențiat în mod deosebit lipsa de autenticitate a limbii vorbite în filmul Haiducul de pe Ceremuș și a susținut că huțulii din film trebuiau să vorbească propriul lor dialect, în ciuda dificultăților de înțelegere pentru spectatori. În schimb, în ciuda prezenței ocazionale a unor expresii dialectale, majoritatea dialogurilor din filmul lui Ivanov sunt rostite în limba rusă literară. În plus, sunetele scoase de instrumentele muzicale tradiționale ale huțulilor (trembita⁠(en)[traduceți], floiara⁠(en)[traduceți] și drâmba) sunt acompaniate cu muzica simfonică caracteristică filmelor clasice.

#### Opinii critice actuale
Criticii din epoca modernă au identificat o serie de asemănări între Haiducul de pe Ceremuș și Umbrele strămoșilor uitați: realizarea filmărilor în aceeași regiune etnografică ucraineană, prezentarea obiceiurilor și portului popular al huțulilor, folosirea ca acompaniament a unor instrumente muzicale specifice acestei regiuni, participarea localnicilor huțuli ca figuranți, modurile similare de filmare a scenelor de grup (în care camera de filmat pare să prindă viață și să ia parte la acțiune) etc. Există însă o diferență evidentă între cele două filme: în timp ce Haiducul de pe Ceremuș prezintă lupta de eliberare națională a țăranilor ucraineni din regiunea carpatică, subliniind legătura lor strânsă cu ucrainenii din zona Niprului, Umbrele strămoșilor uitați este o monografie etnografică a spațiului carpatic. Vorbele huțulilor rostite în dialectul lor propriu se aud pentru prima dată abia în filmul lui Paradjanov.
În ciuda criticilor formulate în trecut, filmul lui Viktor Ivanov este elogiat astăzi pentru reprezentarea cu autenticitate a unor scene cu caracter etnografic din viața huțulilor. Criticii ucraineni au fost impresionați de peisajele carpatice pitorești surprinse de peliculă, de costumele autentice ale personajelor și de interpretarea de calitate superioară a actorilor. Principalele obiecții ale criticilor actuali au vizat angajamentul ideologic al scenariului, evident în mod clar în idealizarea imaginii răzvrătiților și în înfățișarea reprezentanților nobilimii și ai bisericii într-o lumină aproape exclusiv negativă, precum și diferențele semnificative între unele fapte relatate în film și realitățile istorice.
Haiducul de pe Ceremuș „consemnează imboldul pentru «unificare» în secolul al XVIII-lea”, afirma cercetătorul american Joshua First. Realizatorii filmului încearcă să sugereze că „unificarea” ținuturilor vestice cu ținuturile estice ale Ucrainei a fost un „proces organic și, prin urmare, neproblematic”, deși realitatea a fost alta. Jumătate din pământurile poloneze obținute în 1939 de Uniunea Sovietică în urma anexării Galiției și Volîniei au fost împărțite țăranilor, iar cealaltă jumătate a fost atribuită colhozurilor și sovhozurilor organizate de stat. Țăranii au fost presați ulterior să-și înscrie pământurile nou dobândite în colhozuri, iar cei care s-au opus au fost arestați și deportați. Peste 1 milion de țărani (între 1.170.000 și 1.250.000 de persoane, potrivit estimărilor) din vestul Ucrainei au fost deportați în perioada 1939–1940 în Siberia și în republicile sovietice din Asia Centrală. În timpul celui de-al Doilea Război Mondial o parte din ucrainenii din regiunile vestice s-au alăturat Armatei Insurecționale Ucrainene, care lupta pentru independența Ucrainei, și au fost supuși începând din 1944 unei „campanii brutale de represiune” a Armatei Roșii.
Într-un interviu acordat în februarie 2021, cineastul ucrainean Oles Sanin, coscenarist, coproducător și regizor al filmului Dovbuș (2023), afirma că predecesorul producției sale, Haiducul de pe Ceremuș, era „un film de propagandă în genul «aventură», caracteristic acelei vremuri”, cu „un erou huțul cu chip de miner” și cu influențe majore din Fanfan la Tulipe (1952) și Pavel Korceaghin (1956), și susținea că „autorii, în ciuda tuturor, au făcut tot ce a fost posibil pentru acea vreme”. Enciclopedia cinematografică germană Lexikon des internationalen Films descrie succint acest film: „Viața legendarului Oleksa Dovbuș, care a condus lupta pentru libertate a ucrainenilor împotriva nobililor polonezi în secolul al XVIII-lea.”.

## Versiune digitizată
Prima versiune digitală a filmului a fost realizată și pusă la dispoziția publicului larg doar în limba rusă, deși coloana sonoră originală era în limba ucraineană. Restauratorii Centrului Național de Film „Oleksandr Dovjenko” au reușit să găsească fonograma autentică în limba ucraineană a filmului în Fondul de Film Mariupol și au digitizat-o în noiembrie 2015, la cererea organizației publice „Pidkova” a Consiliului Local Liov. Cu toate acestea, banda sonoră în limba ucraineană a fost adăugată versiunii cenzurate în limba rusă cu durata de 75 de minute, deși Oficiul Regional de Distribuție a Filmelor din Liov deținea versiunea originală necenzurată cu durata de 91 de minute, care avea cu 15 minute mai mult decât versiunea cenzurată în limba rusă. Proiecția filmului cu coloana sonoră originală în limba ucraineană a avut loc miercuri, 11 noiembrie 2015, cu ocazia Zilei Limbii și Literaturii Ucrainene, în Palatul Artelor din Liov, un eveniment similar având loc în ziua următoare la Cinematograful „Lira” din Kiev.
Versiunea ucraineană completă (91 de minute, nu 75 de minute) nu a fost încă digitizată și făcută accesibilă publicului larg.

## Locuri de filmare

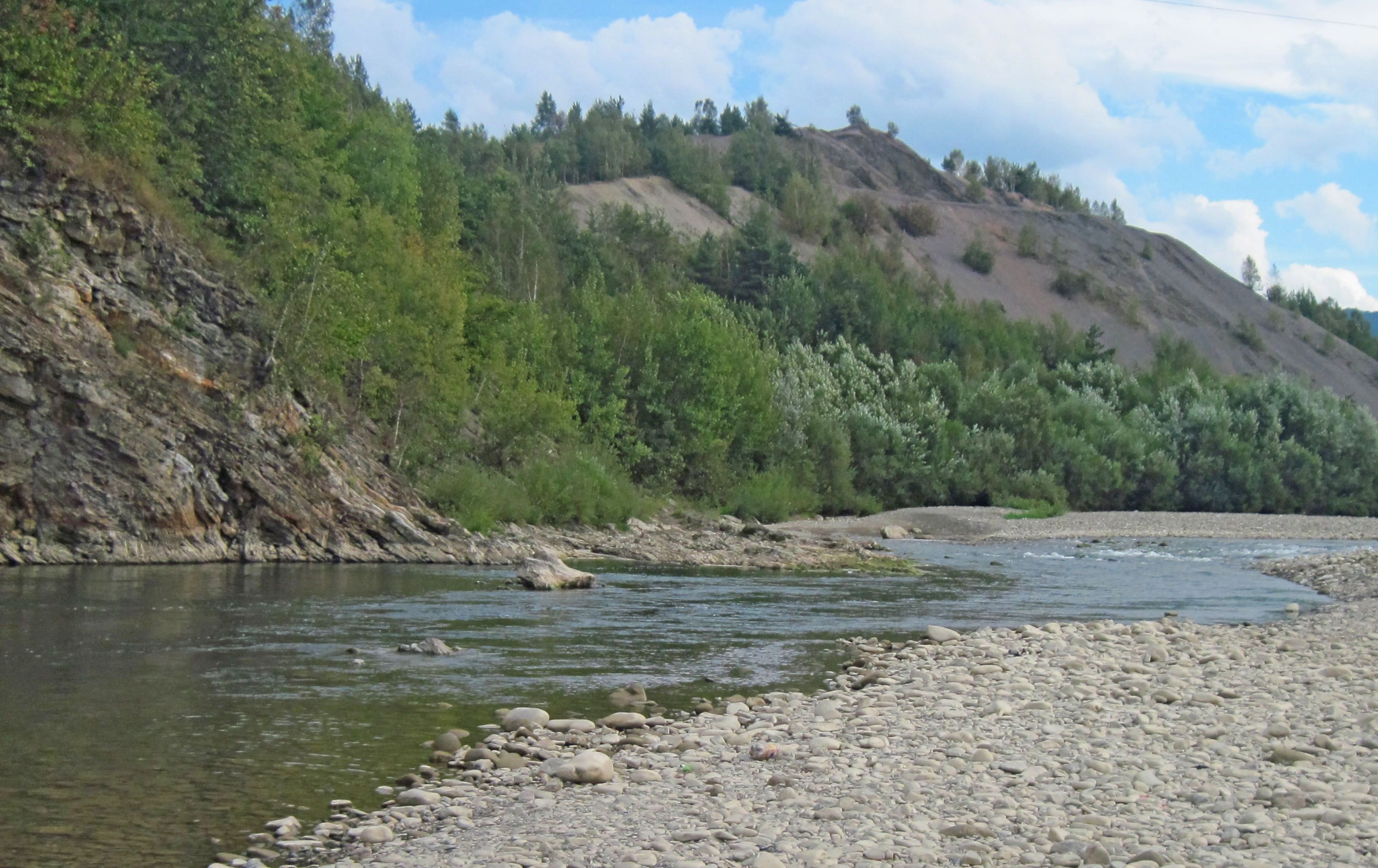
Râul Ceremușul Negru pe teritoriul raionului Verhovîna
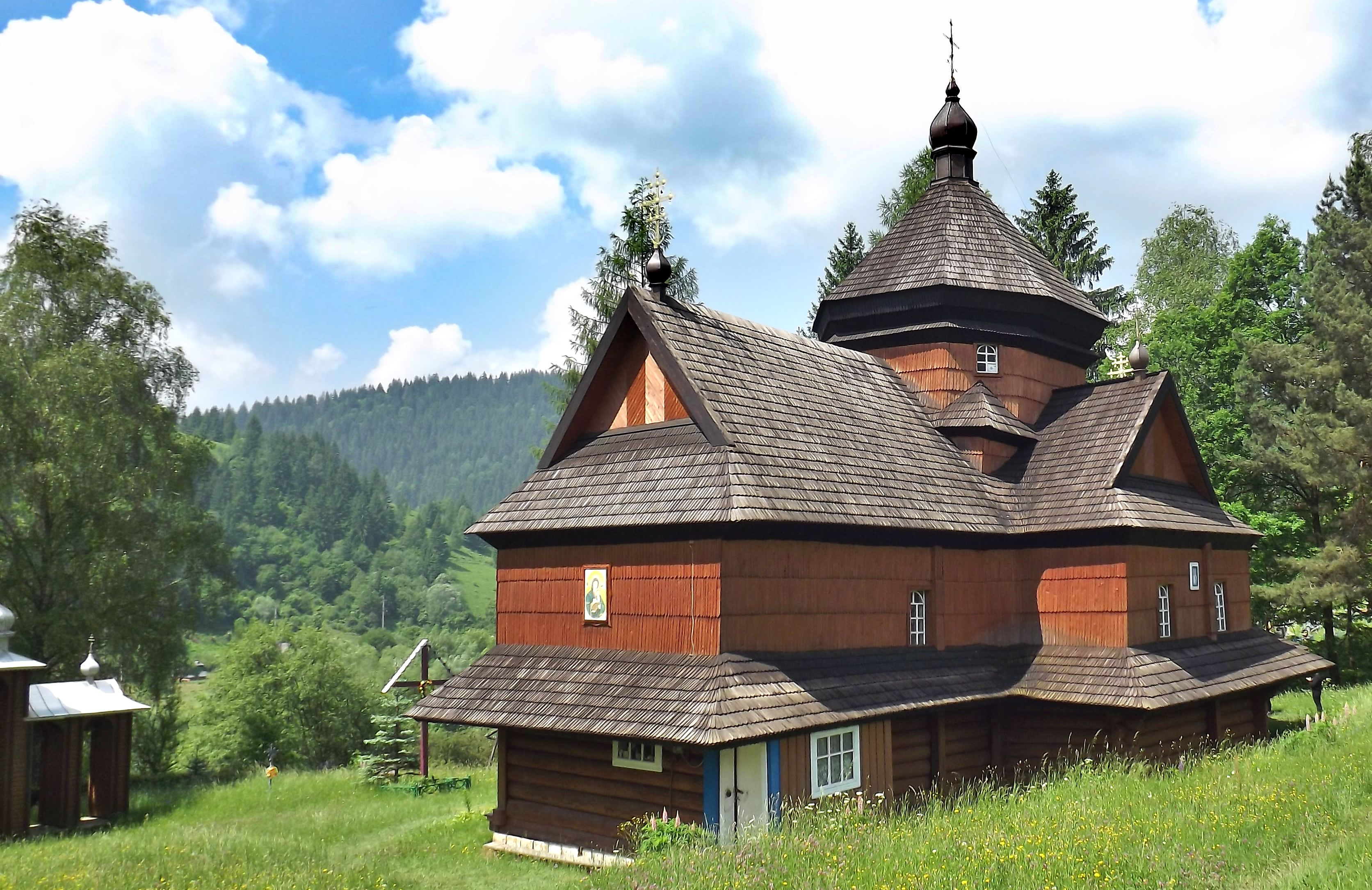
Biserica Nașterea Maicii Domnului din Krîvorivnea⁠(uk)[traduceți]
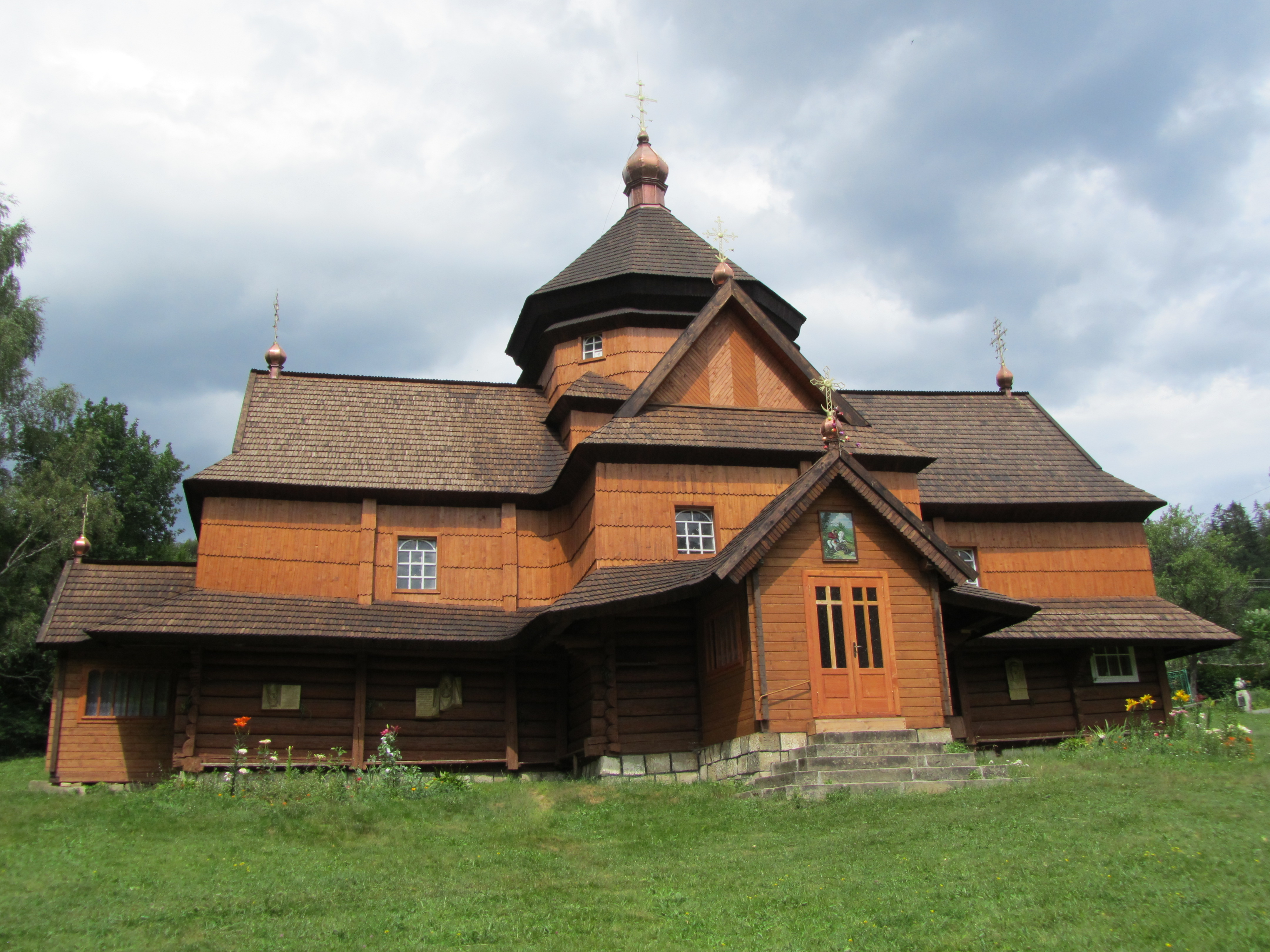
Biserica Nașterea Maicii Domnului din Krîvorivnea
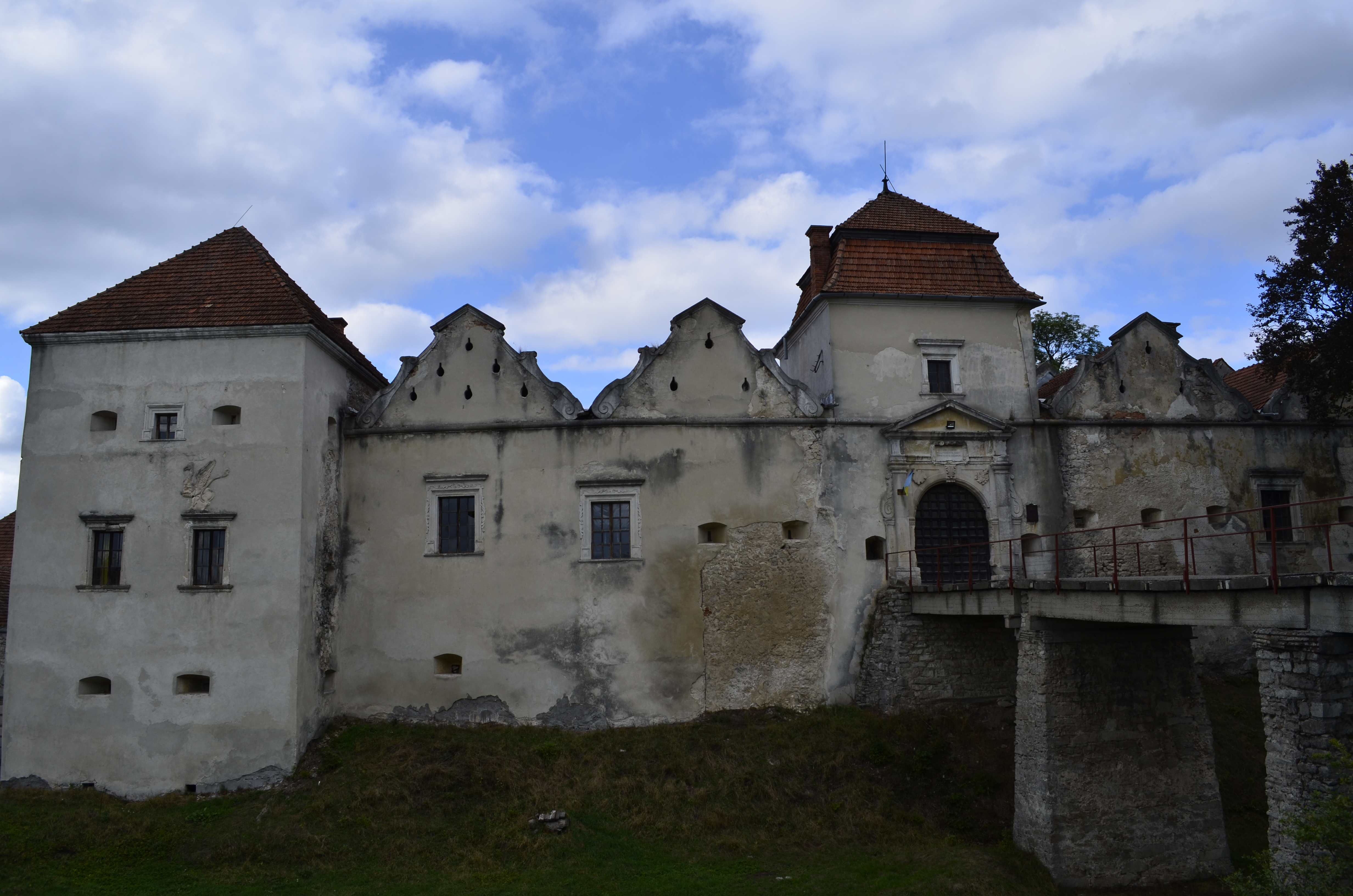
Castelul Svirj⁠(d) – reședința lui pan Jabłoński
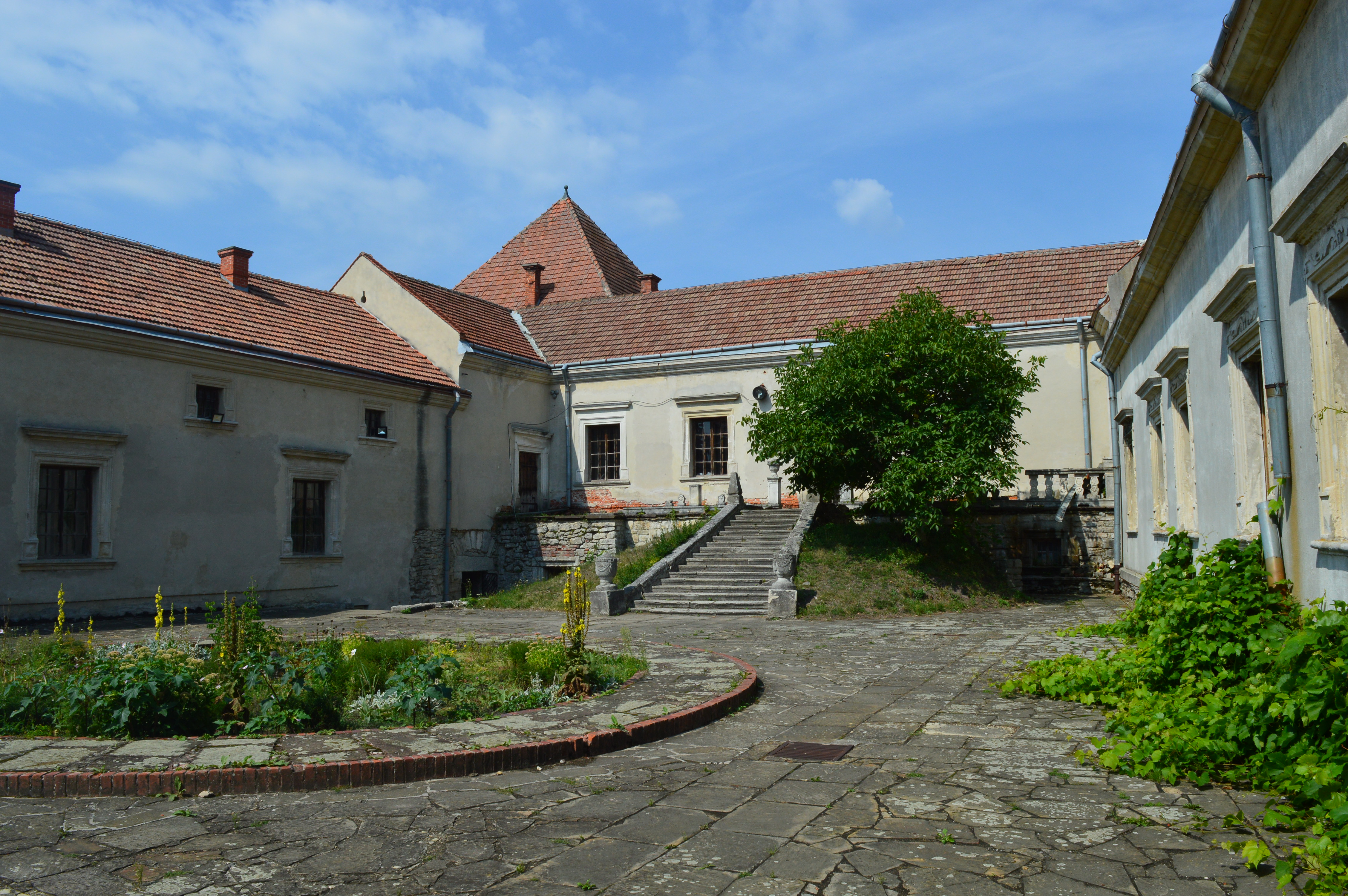
Castelul Svirj
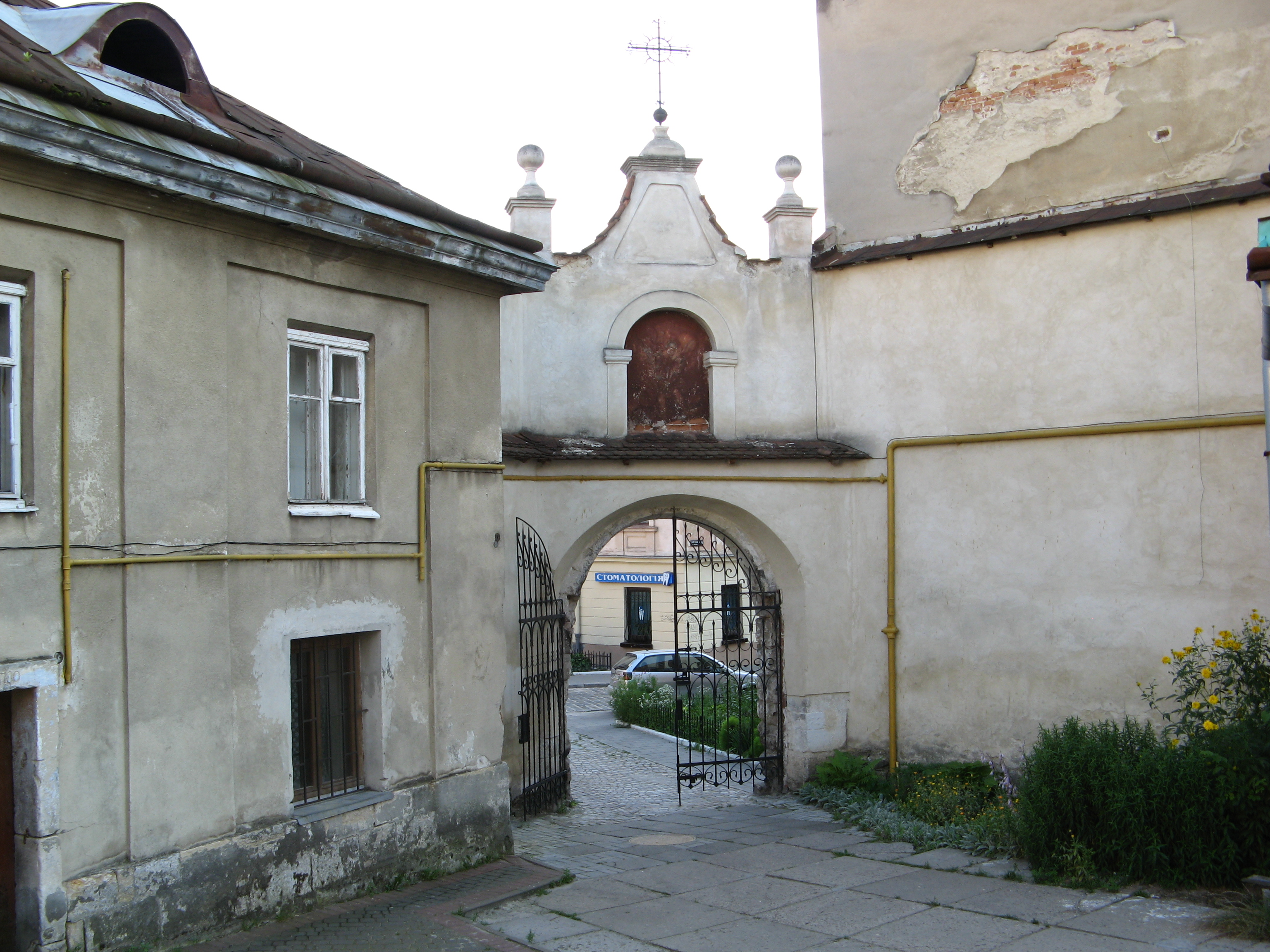
Poarta de intrare în curtea Mănăstirii Benedictine din Liov⁠(uk)[traduceți]
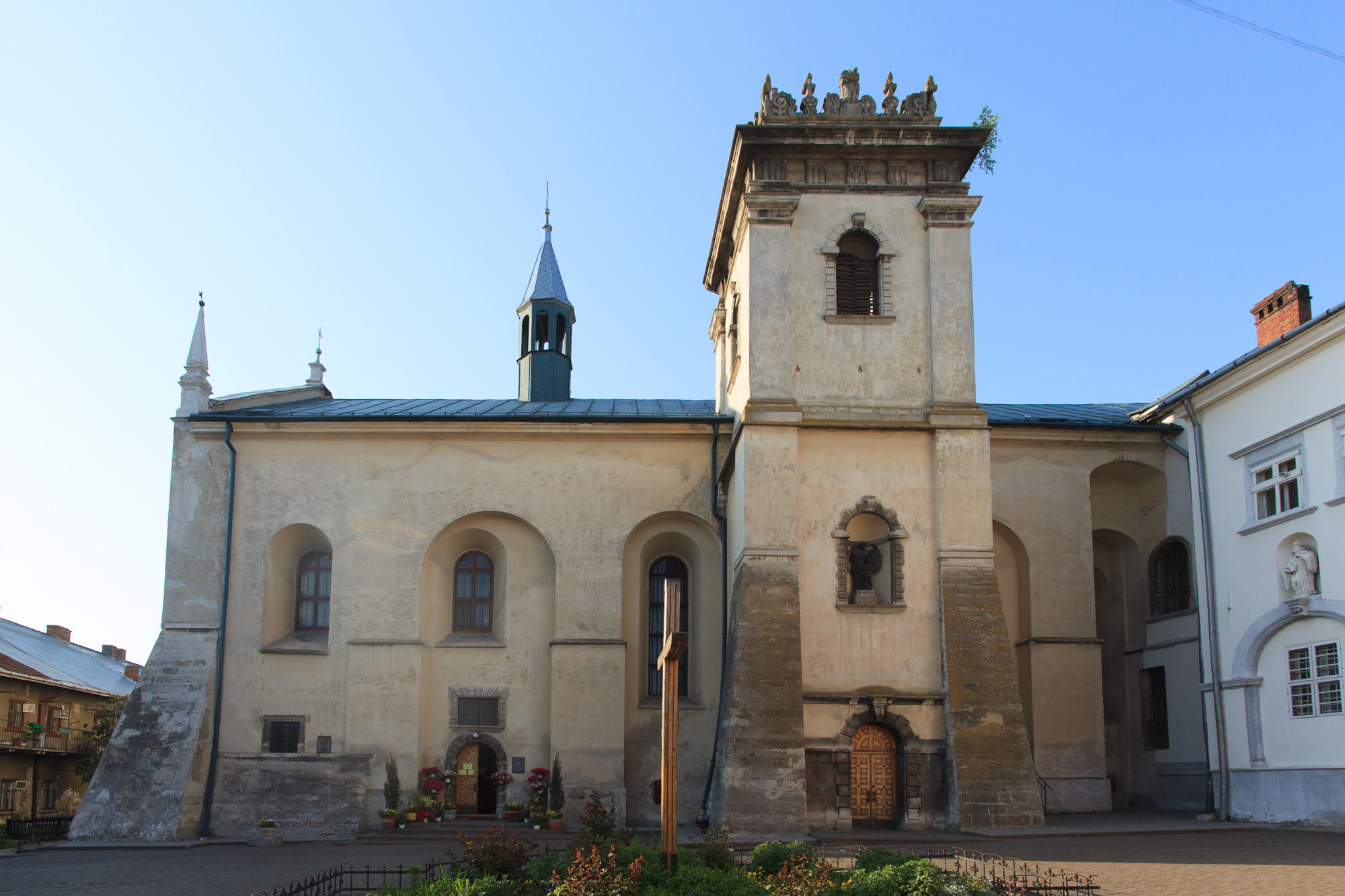
Biserica Tuturor Sfinților a Mănăstirii Benedictine din Liov
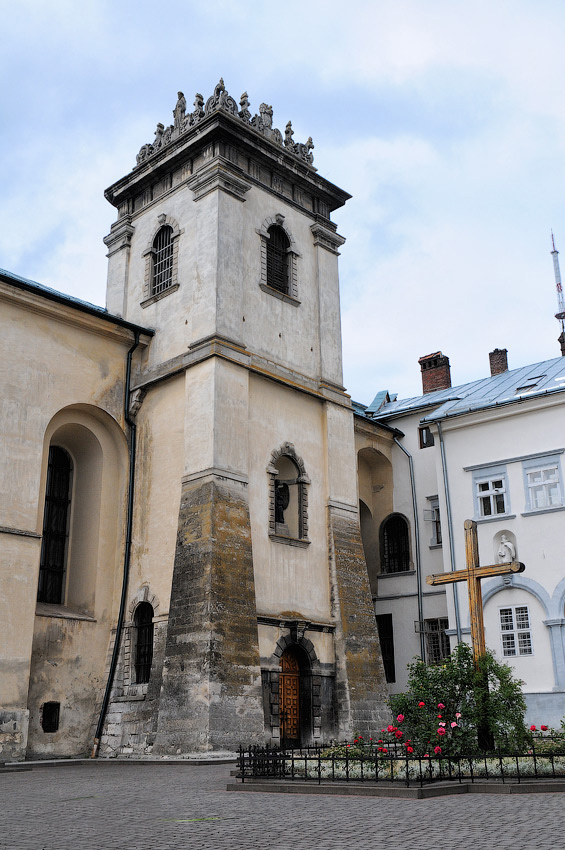
Turnul Bisericii Tuturor Sfinților a Mănăstirii Benedictine din Liov – locul unde a fost întemnițată Maricika

## Notă explicativă
1. ↑  Versiunea ucraineană a acestui text este un pic diferită: „Munții Carpați sunt ca niște riduri adânci pe fața bătrână a Pământului. Din cele mai vechi timpuri, aici au locuit copiii unei singure mame Ucraina până când nobilii polonezi, austrieci, unguri și valahi au pus mâna pe acest pământ, l-au sfâșiat și l-au împărțit între ei. Câtă suferință au experimentat frații noștri eroi în captivitate, dar nu au cedat și nu au fost anihilați. Mânia a fost săpată din inimile oamenilor, ca acele izvoare din stâncile de munte, și a coborât ca o sabie fără milă asupra capetelor asupritorilor. Acum două sute de ani, această furie avea un nume uman. I s-a spus Oleksa Dovbuș.”. Astfel, textul versiunii rusești susține că ținuturile carpatice au fost o parte componentă a Rusiei Kievene din secolul al IX-lea până în secolul al XIII-lea, întărind legătura Ucrainei cu Rusia, în timp ce textul versiunii ucrainene are un caracter naționalist explicit: el identifică existența unei națiuni ucrainene premoderne și enumeră națiunile asupritoare. Vezi en  Joshua J. First, Scenes of Belonging: Cinema and the Nationality Question in Soviet Ukraine During the Long 1960s, p. 147.